# 崔勇
| 姓名         | 崔勇 |
| 出身地       | -    |
| 職官         | -    |
| 陣営・所属等 | 郭汜 |
| 家族・一族   | -    |

崔 勇（さい ゆう）は、中国の通俗歴史小説『三国志演義』に登場する架空の武将。
郭汜の部将として、『演義』第13回に登場する。李傕の下を脱出した献帝一行を郭汜に随従して追いかけ、華陰県で後一歩のところまで迫る。そこへ、楊奉が兵を率いて現れ、献帝一行を守護する。崔勇は、真っ先に郭汜軍から飛び出し、楊奉を逆賊と大いに罵る。怒った楊奉は、部将の徐晃を呼び出して打ちかからせ、崔勇もこれを迎え撃ったが、ただの1合で徐晃の大斧に斬り落されてしまう。そのまま楊奉は郭汜軍に向けて突撃し、これを20里余りも退却させている。